# Campeonato Esloveno de Futebol
O Campeonato Esloveno de Futebol, por razões de patrocínio chamado de PrvaLiga Telekom Slovenije  e também conhecida pela abreviação 1.SNL (Slovenska nogometna liga, em esloveno), é a liga de futebol masculino de primeiro nível na pirâmide do futebol da Eslovênia. Foi formado em 1991, depois da independência da Eslovênia. De 1920 a 1990/91, a Liga da República da Eslovênia era uma divisão onde seu campeão era classificado para o Campeonato Iugoslavo de Futebol - Segunda Divisão.
Antes da temporada 2006/2007, a Liga era chamada de Liga Si.Mobil Vodafone, entretanto mudou de nome quando passou a ser patrocinada pela companhia telefônica eslovena Telekom Slovenije.
NK Maribor, ND Gorica e NK Celje são os únicos clubes que participaram de todas as edições da primeira divisão.

## Campeões
| Época     | Campeão               |
| --------- | --------------------- |
| 1991-92   | SCT Olimpija          |
| 1992-93   | SCT Olimpija          |
| 1993-94   | SCT Olimpija          |
| 1994-95   | SCT Olimpija          |
| 1995-96   | HiT Gorica            |
| 1996-97   | Maribor Branik        |
| 1997-98   | Maribor Teatanic      |
| 1998-99   | Maribor Teatanic      |
| 1999-2000 | Maribor Teatanic      |
| 2000-01   | Maribor Teatanic      |
| 2001-02   | Maribor Teatanic      |
| 2002-03   | Maribor Teatanic      |
| 2003-04   | Gorica                |
| 2004-05   | HiT Gorica            |
| 2005-06   | HiT Gorica            |
| 2006-07   | NK Domžale            |
| 2007-08   | NK Domžale            |
| 2008-09   | NK Maribor            |
| 2009-10   | FC Koper              |
| 2010-11   | NK Maribor            |
| 2011-12   | NK Maribor            |
| 2012-13   | NK Maribor            |
| 2013-14   | NK Maribor            |
| 2014-15   | NK Maribor            |
| 2015-16   | NK Olimpija Ljubljana |
| 2016-17   | NK Maribor            |
| 2017-18   | NK Olimpija Ljubljana |
| 2018-19   | NK Maribor            |
| 2019-20   | NK Celje              |
| 2020-21   | NŠ Mura               |
| 2021-22   | NK Maribor            |

### Maiores Campeões
|   |          | Títulos | Anos |
| - | -------- | ------- | --- |
| 1 | Maribor  | 16      | 1996 . 1997 . 1999 . 2000 . 2001 . 2002 . 2008 . 2010 . 2011 . 2012 . 2013 . 2014 . 2016 . 2017. 2019. 2022 |
| 2 | Olimpija | 6       | 1991 . 1992 . 1993 . 1994 . 2015 . 2018                                                                     |
| 2 | Gorica   | 6       | 1995 . 2003 . 2004 . 2005                                                                                   |
| 3 | Gorica   | 4       | 1995 . 2003 . 2004 . 2005                                                                                   |
| 4 | Domžale  | 2       | 2006 . 2007                                                                                                 |
| 5 | Koper    | 1       | 2009 |
| 5 | Celje    | 1       | 2020 |
| 5 | NŠ Mura  | 1       | 2021 |

- O NK Maribor é  o maior campeão com 14 títulos